# Ковилі
Ковилі́ (рос. Ковыли) — селище у складі Краснокаменського району Забайкальського краю, Росія. Адміністративний центр Ковилинського сільського поселення.

## Населення
Населення — 1065 осіб (2010; 1497 у 2002).
Національний склад (станом на 2002 рік):
- росіяни — 86 %